# Johann Baptist Gudenus
Johann Baptist Gudenus (* 11. Juni 1908 in Vestenötting bei Waidhofen an der Thaya als Johann Baptist Theodor Franz de Paula Philipp Maria, Graf von Gudenus; † 10. Februar 1968 in Wien) war ein österreichischer Leichtathlet und Bobfahrer. Unter dem Namen Johann Baptist von Gudenus war er Teilnehmer bei drei Olympischen Spielen in den 1930er Jahren. Er gehörte im NS-Staat der SA an und ist im Gothaischen Genealogischen Taschenbuch der Gräflichen Häuser der Ausgabe 1941 als Obersturmführer aufgeführt.

## Leben

### Herkunft
Johann Baptist Gudenus stammt aus einer ursprünglich in Hessen ansässigen Familie, die 1907 von Kaiser Franz Joseph in den österreichischen Grafenstand erhoben wurde. Er war der Sohn von Philipp Friedrich Gabriel Heinrich Maria Graf von Gudenus (* 11. Juni 1877 in Waidhofen an der Thaya; † 27. Februar 1948, ebenda; verh. 4. März 1905 in Wien) und Angela Maria Amalia Theodora Franziska de Paula, geborene Hardt (* 14. Dezember 1880 in Wien; † 24. Juni 1973). Mit dem Adelsaufhebungsgesetz im April 1919 verlor auch die Familie Gudenus ihre Adelstitel, aus Johann Baptist Graf (von) Gudenus wurde Johann Baptist Gudenus. Als einziger der Gudenus-Familie konnte er bis 1919 den Zusatz Herr auf Els führen. Sein Großonkel väterlicherseits war der Landmarschall von Niederösterreich Leopold Graf von Gudenus (1843–1913). Sein Großonkel mütterlicherseits war k. k. Sektionschef Emil Ritter von Hardt (1842–1929).

### Leichtathletik
Gudenus gewann seinen ersten österreichischen Meistertitel 1931, als die 4-mal-100-Meter-Staffel des WAF (vermutlich der Wiener AF) mit Bauer, Gudenus, Weißbach und Plutner in 44,3 Sekunden den Titel gewann. 1932 siegte Gudenus über 200 Meter in 23,1 Sekunden. Die Sprintstaffel gewann mit Berger, Gudenus, Götz und Bauer in 43,9 Sekunden und die 4-mal-400-Meter-Staffel siegte in der Besetzung Hübscher, Götz, Heugl und Gudenus in 3:30,0 Minuten. Auch 1933 war Gudenus in drei Disziplinen erfolgreich. Im 400-Meter-Lauf siegte er in 50,6 Sekunden. Die Sprintstaffel mit Götz, Berger, Gudenus und Bauer gewann in 44,2 Sekunden und die 4-mal-400-Meter-Staffel mit Geißler, Hübscher, Puchberger und Gudenus erreichte in 3:28,6 Minuten das Ziel. 1934 gewann Gudenus noch einmal über 200 Meter in 22,6 Sekunden. 1935 (50,3 Sekunden), 1937 (50,5 Sekunden) und 1938 (50,2 Sekunden) erlief Gudenus noch drei Meistertitel über 400 Meter. Ab 1935 startete er nicht mehr für WAF, sondern für Weiß-Rot-Weiß Wien.
Bei den Olympischen Sommerspielen 1936 in Berlin trat Gudenus über 400 Meter an und belegte in 52,9 Sekunden den fünften und letzten Platz in seinem Vorlauf mit 2,9 Sekunden Rückstand auf den Viertplatzierten.

### Bobsport
Bei den Olympischen Winterspielen 1932 in Lake Placid traten zwölf Zweierbobs an. Der österreichische Bob mit Hugo Weinstengl und Johann Baptist Gudenus belegte mit über einer Minute Rückstand auf den siegreichen Bob mit Hubert und Curtis Stevens aus den Vereinigten Staaten den zwölften und letzten Platz. Vier Jahre später nahmen bei den Olympischen Winterspielen 1936 18 Viererbobs den Wettkampf auf, von denen 13 in die Wertung kamen. Der österreichische Bob mit Viktor Wigelbeyer, Franz Bednar, Robert Bednar und Johann Baptist Gudenus belegte den 13. und letzten Platz mit 48 Sekunden Rückstand auf den siegreichen Bob aus der Schweiz.

### Familie

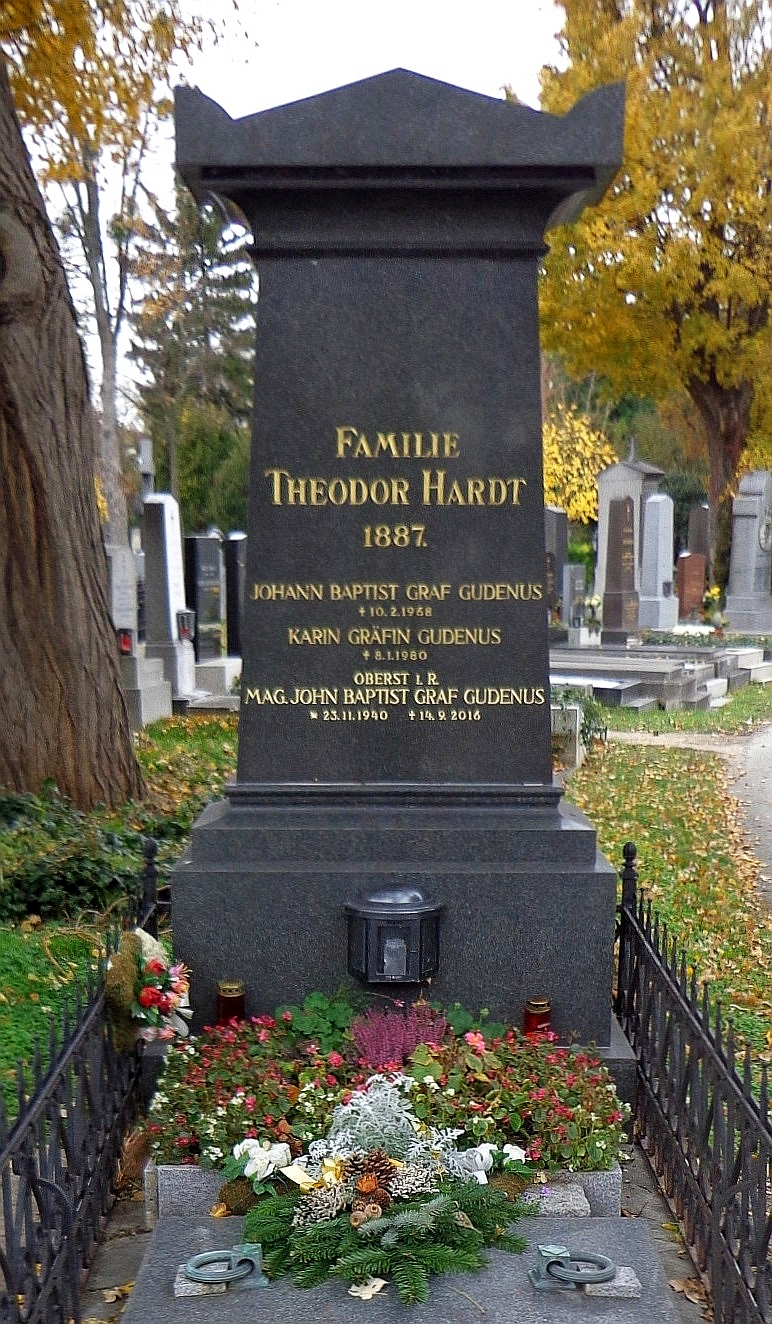
Ruhestätte der Familie Gudenus auf dem Wiener Zentralfriedhof

Johann Baptist Gudenus heiratete nach dem Ende seiner sportlichen Karriere am 26. Juni 1939 in Oslo Karin Giaever (* 5. März 1908 in Trondheim; † 8. Jänner 1980).
Nachkommen:
- Johann Baptist Carl, bekannt als John Gudenus, Oberst des österreichischen Bundesheers i. R. und Politiker der FPÖ (1940–2016),
⚭ 12. August 1972 mit Marie-Louise Bilogan (* 17. Juni 1951), Tochter des Leopold Bilogan, Oberst des österreichischen Bundesheers (1912–1995).
  - Markus John (* 3. August 1974)
  - Johann Baptist Bjőrn, bekannt als Johann Gudenus, ehemaliger Politiker der FPÖ (* 20. Juli 1976)
  - Jens Severin (* 12. November 1983)
  - Clemens Magnus (* 27. September 1990)
- Sigrid Elisabeth Angela (* 19. Jänner 1943)
⚭ 27. März und 9. Mai 1963 mit Alexander Roth-Pollack-Parnau (* 2. Oktober 1935)

## Schriften
- Sport ist Kampf. Sexl, Wien 1950.
- Boxen als Gesundheitssport. Steyrermühl, Wien 1937.